# Bet365球場
bet365球場，舊稱不列顛尼亞球場（英語：The Britannia Stadium）是一座位於英格蘭特倫特河畔斯托克的足球場，屬英超球隊史篤城擁有。史篤城原本使用維多利亞球場直至1997年才搬到此球場。球場可容納28,383名球迷，而球場的最高入座率為2002年史篤城對愛華頓的英格蘭足總盃第三圈賽事，當時全部球票都售罄。卡維拿治在史篤城對羅奇代爾的英格蘭聯賽盃賽事射入不列顛尼亞球場的第一個入球。
斯坦利·馬修斯爵士的骨灰被葬於球場的中圈下。由於球場四處通風，難以預測球的去路，所以對於作客球隊來講是噩夢球場。如2015-16年球季，多支勁旅如阿仙奴和曼城等均無法在該球場全取三分。
2016年6月，不列顛尼亞球場冠名為Bet365球場。